# Sadiria subsessilifolia
Sadiria subsessilifolia är en viveväxtart som beskrevs av Madhavan Parameswarau Nayar och G.S. Giri. Sadiria subsessilifolia ingår i släktet Sadiria och familjen viveväxter. Inga underarter finns listade i Catalogue of Life.